# Pseudoseptoria bromigena
Pseudoseptoria bromigena är en svampart som först beskrevs av Pier Andrea Saccardo, och fick sitt nu gällande namn av B. Sutton 1980. Pseudoseptoria bromigena ingår i släktet Pseudoseptoria, divisionen sporsäcksvampar och riket svampar.   Inga underarter finns listade i Catalogue of Life.